# Reitstock

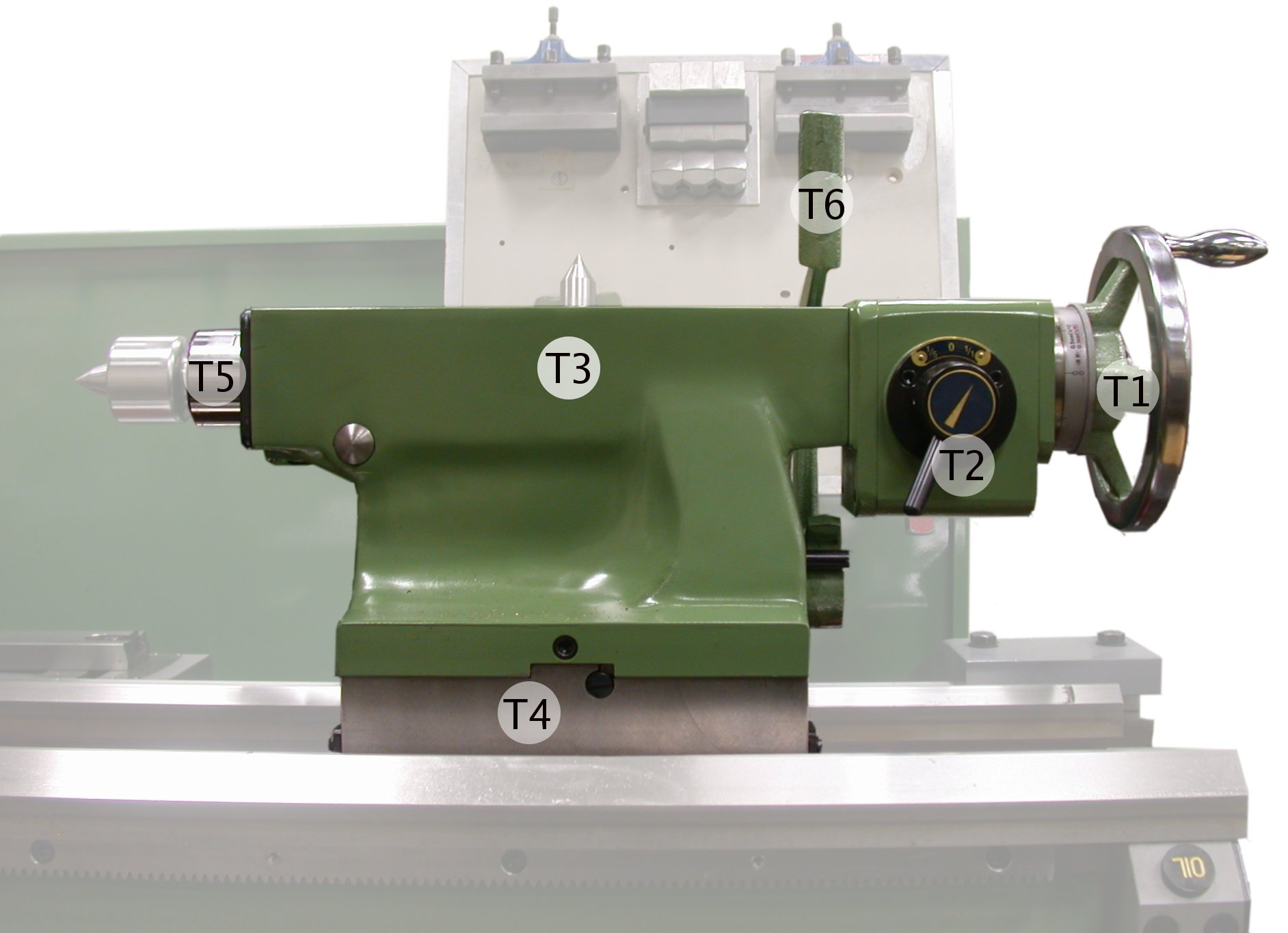
Reitstock mit Gehäuse (T3), Getriebe (T2) und Spindel mit Morsekegelaufnahme (T5)

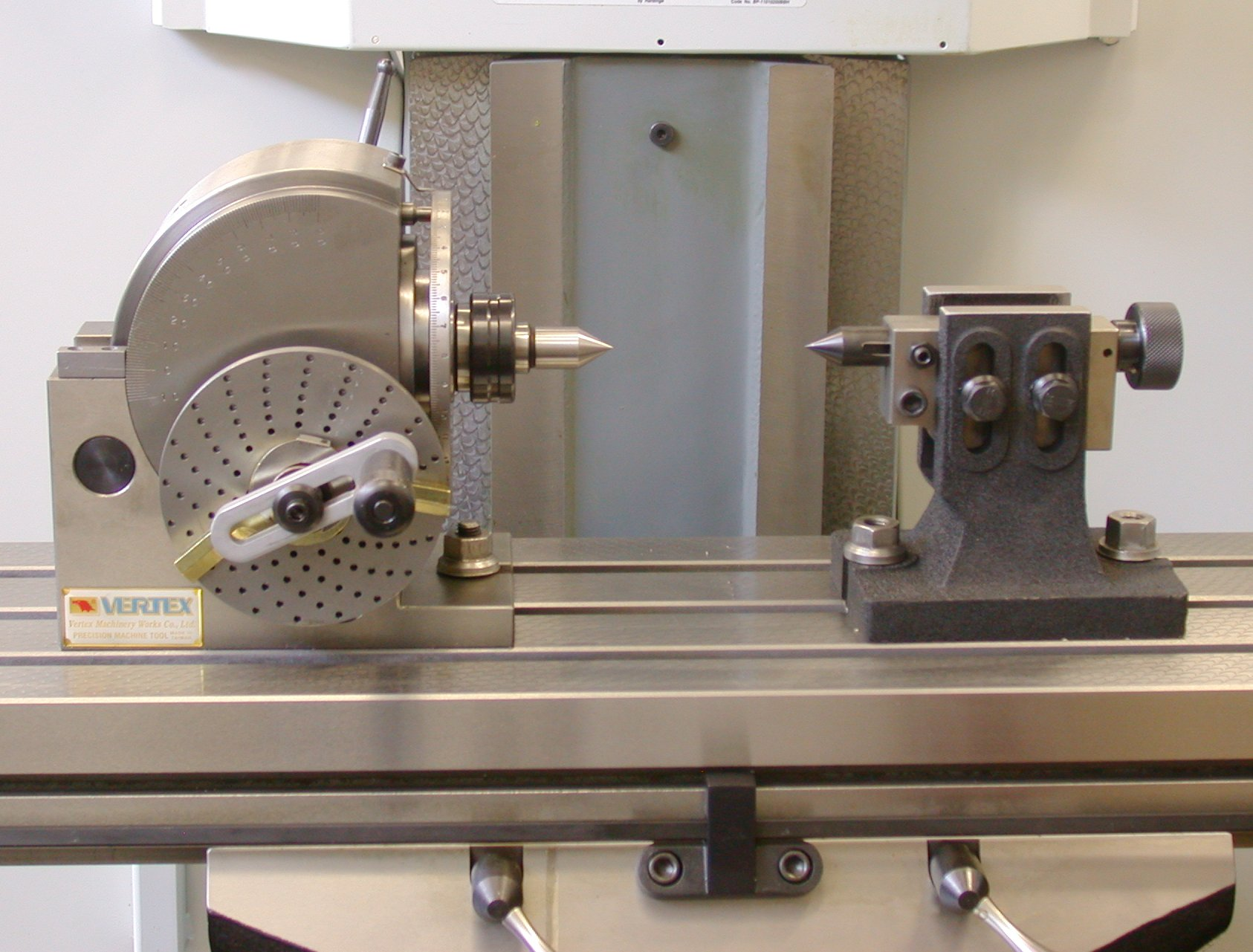
Teilapparat (links) und Reitstock (rechts), um ein Werkstück zwischen Spitzen zu spannen

Der Reitstock ist ein Bestandteil vieler Schleif-, Dreh- oder (selten) Fräsmaschinen. Er dient zum Abstützen langer Werkstücke mittels einer Zentrierspitze, die in die stirnseitig in das Werkstück eingebrachte Zentrierbohrung eingreift.
Zum Schneiden eines Außengewindes mit Schneid- und Windeisen wird ein Werkstück in das Spannfutter einer Drehmaschine und ein Schneideisen zwischen Werkstück und Reitstock gespannt.
Konventionelle Maschinen verfügen über eine Pinole im Reitstock mit Morsekegelaufnahme für ein Bohrfutter oder eine Spannzange. So können zentrische Bohrungen hergestellt werden. Des Weiteren können Zentrierspitzen zur Abstützung von Wellen eingesetzt werden.